# Марлон Фрейтас
Марлон Фрейтас (порт. Marlon Freitas, нар. 27 березня 1995, Мадже) — бразильський футболіст, півзахисник клубу «Ботафогу» (Ріо-де-Жанейро). Виступав також за клуб «Флуміненсе».Чемпіон Бразилії. Володар Кубка Лібертадорес.

## Ігрова кар'єра
Марлон Фрейтас народився 1995 року в місті Мадже, та є вихованцем футбольної школи клубу «Флуміненсе». У 2015 році футболіста перевели до основної команди клубу, звідки його відразу відправили в оренду до американського клубу «Форт-Лодердейл Страйкерс». У 2016 році Марлон повернувся до «Флуміненсе», проте вже в 2017 році його відправили в оренду до нижчолігового словацького клубу «Шаморін». У цьому ж році футболіст повернувся до «Флуміненсе», де грав до 2018 року, після чого його віддали в оренду до клубу «Крісіума».
У 2019 році Марлон Фрейтас перейшов до клубу «Ботафогу Сан-Паулу», а в 2020—2022 роках грав у складі клубу «Атлетіко Гояніенсе».
З 2023 року Марлон грає в складі клубу «Ботафогу» (Ріо-де-Жанейро). У складі команди футболіст у 204 році став чемпіоном Бразилії та володарем Кубка Лібертадорес.

## Титули і досягнення
- Чемпіон Бразилії (1):

«Ботафогу» (Ріо-де-Жанейро): 2024
- Володар Кубка Лібертадорес (1):

«Ботафогу» (Ріо-де-Жанейро): 2024